# Daoussahak
Les Daoussahak,, sont des Berbères pasteurs vivant pour la majorité d'entre eux dans le cercle de Ménaka, dans le nord du cercle d'Ansongo et autour d'Inékar, dans le nord-est du Mali.
Ils parlent le tadaksahak, un dialecte proche du songhaï qui est considérée comme un créole compte tenu de l'importance du lexique venant du tamacheq.

## Variantes
Les variantes suivantes sont régulièrement utilisées : Idaksahak, Daoussak, Dawsahak, Daoussahak, Dausahaq, Daosahaq, Daoussahaq, Dawsahaq, Dausahak, Dosahak, Dawssahak, Dak-Sahak, Dahoussak, Dassaouk, Dossaak.

## Histoire
Les Daoussahak ont été traditionnellement considérés comme des une tribu de nobles et de riches au sein de la confédération des Ouelleminden.
La plupart des ethnies environnantes les considèrent comme des descendants de Juifs, ce que les Daoussahak eux-mêmes ne revendiquent pas. Ils indiquent pour leur part qu'ils seraient venus du Maroc, ou plus généralement du Nord, il y a quelques siècles.
Aujourd'hui, ils sont intégrés à la société touarègue et constituent une tribu au sein de la confédération touarègue des Ouelleminden Kel Ataram (les gens de l'Ouest). En outre, ils étaient considérés comme une tribu maraboutique, à l'instar des Kel Essouk (dont ils sont en quelque sorte les concurrents), apte à réaliser les rites islamique et une parfaite maîtrise du Coran. Le clan des Id-aʃʃaríf, considéré comme des descendants du prophète Mahomet, est le clan maraboutique le plus connu. Ce rôle s'est toutefois aujourd'hui perdu.
Parallèlement, alors qu'ils étaient considérés comme la communauté la plus prospère de l'Azawakh au début des années 1990, les sécheresses ainsi que les troubles politiques dans la région ont gravement mis en difficulté leur activité pastorale, à l'instar de beaucoup d'autres populations nomades de la zone.
Une importante communauté de Daoussahak vit à Tamanrasset (Algérie), où elle s'est établie après la rébellion touarègue de 1962-1964.
Les Dahoussak sont historiquement en conflit avec les Peuls de la région de Tilabéri au Niger, avec lesquels ils partagent souvent les mêmes pâturages.

### Guerre du Mali
Avec la poursuite de la guerre du Mali, les Daoussahak sont aujourd’hui fortement divisés en fonction de leur appartenance à telle ou telle fraction et l’allégeance de cette dernière à tel ou tel groupe armé.
Plusieurs fractions importantes soutiennent ainsi le Mouvement pour le salut de l’Azawad des Daoussahak (MSA-D), une scission du Mouvement national de libération de l'Azawad (MNLA) dirigée par l’ancien porte-parole du mouvement, Moussa Ag Acharatoumane. Quelques uns sont restées fidèles au MNLA, notamment dans la zone de Talataye (les Daoussahak d’Ansongo) ou alors ont rejoint le HCUA à la suite de la visite d’Algahbass Ag Intalla dans la région de Ménaka en décembre 2017 (ceci est le cas de la fraction Idoguiritane dirigée par Siguidi Ag Madit, ou de la fraction Agokan dirigée par le maire d’Inékar, Almahmoud Ag Hamataha). La fraction Idoguiritane a fini par revenir au sein du MSA de Moussa Ag Acharatoumane.
En outre, de nombreux Daoussahak sont membres de l’État islamique dans le Grand Sahara (EIGS) et surtout occupent des postes clefs dans la hiérarchie militaire de ce dernier tels Al Mahmoud Ag Baye, dit « Ikaray », son chef adjoint, Mohamed Ag Almouner, dit « Tinka » (décédé en août 2018), ou Almahmoud Ag Akawkaw, dit « Royal ».

## Population
Les Daoussahak sont divisés en 11 fractions :
- Kel Tabaho (Tabhaw), dont le chef est Rhissa Ag Mahmoud[9] ;
- Ihanakaten ;
- Ibalanghaten ;
- Kel Bariu (Bario) ;
- Achérifènes (Isheriffen) ;
- Ibhane (Ibhawane, Ibahawane) ;
- Tarbanasa (Tarbanassa, Tarabanassa) ;
- Kel Tisheden (Tichédène) ;
- Kel Azar ( Azarh) ;
- Kel Egeyoq (Agayog, Agayok) ;
- Kel Abakot (Abakott) et Iduguriten (Idoguiritane), avec pour chef de ces derniers Siguidi Ag Madit[9].

L'existence d'une fraction agokan dirigée par le maire d’Inékar, Almahmoud Ag Hamataha, est également évoquée.
Les Kel Egeyoq, Kel Azagh et Kel Tabaho sont réputés alliés historiquement.
La prééminence politique est tenue par les Kel Abakot et les Iduguriten.
D'autres sous-groupes sont parfois mentionnés : Ibaggan, Kel Taytoft, Kel Inwélane, Karsassotane (chef : Mohama ag Kassim) et les sources recensent jusqu'à 14 fractions.